# عميل فاسد (فلم)
عميل فاسد (بالإنجليزية: Rogue Agent) هو فيلم إثارة بريطاني لعام 2022 من إخراج آدم باترسون وديكلان لون من سيناريو شارك فيه الثنائي مع مايكل برونر. يحكي الفيلم قصة جيمس نورتون بدور روبرت هيندي فريغارد، وهو محتال خدع وأقنع العديد من الناس أنه كان عميل في المكتب الخامس. كما تلعب جيما آرتيرتون دور الشخص الذي أسقطه، مع ممثلين إضافيين بما في ذلك شازاد لطيف وماريسا أبيلا وإدوينا فيندلي وجوليان بارات.

## طاقم التمثيل
- جيمس نورتون في دور روبرت فريغارد
- جيما آرتيرتون في دور أليس آرتشر
- ماريسا أبيلا في دور صوفي جونز
- سارة غولدبرغ في دور جيني جاكسون
- شازاد لطيف بدور سوني شاندرا
- جيمي أكينجبولا في دور أندرو
- فريا مافور بدور ماي هانسن
- إدوينا فيندلي في دور الوكيل الخاص ساندي هارلاند
- جوليان بارات في دور فيل

## الإطلاق
في المملكة المتحدة، صدر الفيلم في 27 يوليو 2022 على نتفليكس. في الولايات المتحدة، سيتم إطلاق الفيلم في دور السينما بواسطة آي إف سي فيلمز وبثه على إيه إم سي + في 12 أغسطس 2022.